# Hébécourt
|  | Per a altres significats, vegeu «Hébécourt (Somme)». |

Hébécourt és un municipi francès del departament de l'Eure (regió de Normandia). L'any 2007 tenia 565 habitants.

## Demografia

### Població
El 2007 la població de fet de Hébécourt era de 565 persones. Hi havia 203 famílies, de les quals 38 eren unipersonals (15 homes vivint sols i 23 dones vivint soles), 57 parelles sense fills, 100 parelles amb fills i 8 famílies monoparentals amb fills. La població ha evolucionat segons el següent gràfic:

### Habitatges
El 2007 hi havia 250 habitatges, 205 eren l'habitatge principal de la família, 32 eren segones residències i 13 estaven desocupats. Tots els 249 habitatges eren cases. Dels 205 habitatges principals, 183 estaven ocupats pels seus propietaris, 16 estaven llogats i ocupats pels llogaters i 6 estaven cedits a títol gratuït; 9 tenien dues cambres, 27 en tenien tres, 66 en tenien quatre i 103 en tenien cinc o més. 141 habitatges disposaven pel capbaix d'una plaça de pàrquing. A 73 habitatges hi havia un automòbil i a 124 n'hi havia dos o més.

### Piràmide de població
La piràmide de població per edats i sexe el 2009 era:
| Homes | Edats   | Dones |
| ----- | ------- | ----- |
| 0     | 95 o +  | 4     |
| 0     | 90 a 94 | 0     |
| 0     | 85 a 89 | 4     |
| 0     | 80 a 84 | 4     |
| 12    | 75 a 79 | 12    |
| 0     | 70 a 74 | 8     |
| 4     | 65 a 69 | 8     |
| 20    | 60 a 64 | 12    |
| 16    | 55 a 59 | 16    |
| 24    | 50 a 54 | 16    |
| 28    | 45 a 49 | 24    |
| 32    | 40 a 44 | 8     |
| 4     | 35 a 39 | 24    |
| 8     | 30 a 34 | 8     |
| 20    | 25 a 29 | 16    |
| 12    | 20 a 24 | 20    |
| 20    | 15 a 19 | 32    |
| 8     | 10 a 14 | 16    |
| 8     | 5 a 9   | 16    |
| 12    | 0 a 4   | 8     |

## Economia
El 2007 la població en edat de treballar era de 367 persones, 279 eren actives i 88 eren inactives. De les 279 persones actives 258 estaven ocupades (136 homes i 122 dones) i 21 estaven aturades (9 homes i 12 dones). De les 88 persones inactives 29 estaven jubilades, 26 estaven estudiant i 33 estaven classificades com a «altres inactius».

### Ingressos
El 2009 a Hébécourt hi havia 212 unitats fiscals que integraven 600 persones, la mediana anual d'ingressos fiscals per persona era de 21.182 €.

### Activitats econòmiques
Dels 15 establiments que hi havia el 2007, 1 era d'una empresa extractiva, 1 d'una empresa de fabricació d'altres productes industrials, 3 d'empreses de construcció, 2 d'empreses de comerç i reparació d'automòbils, 1 d'una empresa d'informació i comunicació, 2 d'empreses immobiliàries, 4 d'empreses de serveis i 1 d'una empresa classificada com a «altres activitats de serveis».
Dels 5 establiments de servei als particulars que hi havia el 2009, 1 era un taller de reparació d'automòbils i de material agrícola, 1 paleta, 1 guixaire pintor, 1 fusteria i 1 perruqueria.
L'any 2000 a Hébécourt hi havia 12 explotacions agrícoles que ocupaven un total de 1.296 hectàrees.

## Equipaments sanitaris i escolars
El 2009 hi havia una escola maternal integrada dins d'un grup escolar amb les comunes properes formant una escola dispersa.

## Poblacions properes
El següent diagrama mostra les poblacions més properes.